# Enicospilus haberi
Enicospilus haberi là một loài tò vò trong họ Ichneumonidae.